# Nychiodes achtyca
Nychiodes achtyca là một loài bướm đêm trong họ Geometridae.